# Kituro Rugby Club

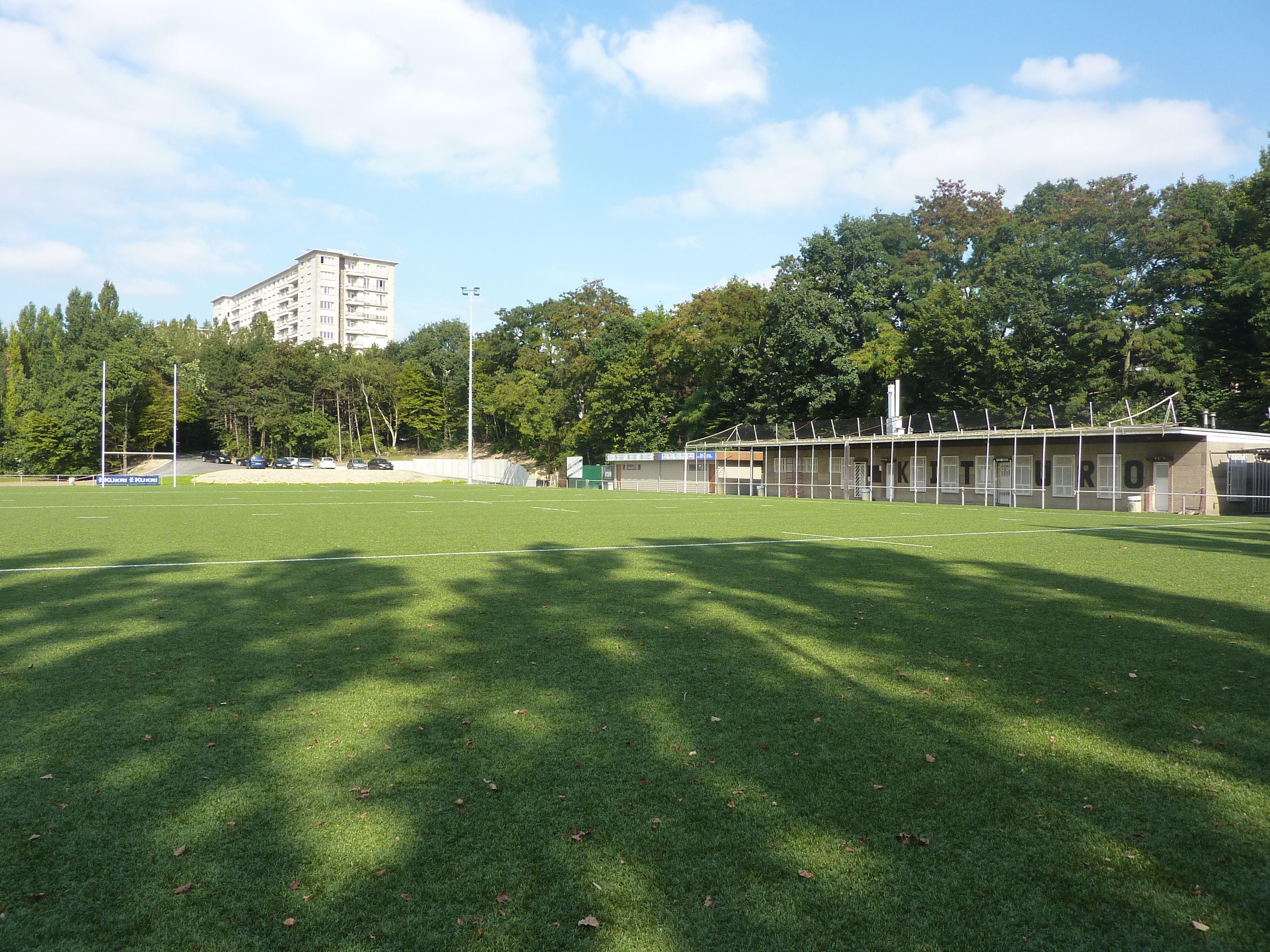
Kituro Rugby Club

Kituro Rugby Club – belgijski klub rugby z siedzibą w Schaerbeek (Brukseli) założony w 1961.

## Sukcesy
- Mistrzostwo belgijski:  1967, 1996, 2009, 2011.
- Belgia cup:  1969, 1977, 1981, 1983, 1993, 1998.